# علي فرحات
علي فرحات هو لاعب شطرنج مصري وأمريكي، وُلد في 22 أغسطس 1975 (كان يُكتب حتى عام 2014 باسم علي فرحت) حصل على لقب أستاذ دولي (IM) من الاتحاد الدولي للشطرنج (FIDE) في عام 2005. فاز ببطولة مصر للشطرنج في عام 2014. ومنذ أبريل 2019، يلعب ضمن اتحاد الشطرنج الأمريكي.

## سيرته
حقق علي فرحات المركز الثالث المشترك في بطولة أفريقيا للشطرنج في لوساكا عام 2005، ومن خلال هذا الإنجاز حصل على لقب أستاذ دولي (IM) وتأهل لكأس العالم للشطرنج 2005 في خانتي مانسييسك، حيث خسر في الدور الأول أمام ليفون أرونيان. عاد ليحتل المركز الثالث مرة أخرى في بطولة أفريقيا للشطرنج في وندهوك عام 2014. وفي البطولات الفردية المصرية، حصل على المركز الثاني في الإسكندرية عام 2013، وفاز بالبطولة في القاهرة عام 2014.
لعب علي فرحات مع المنتخب المصري في أولمبياد الشطرنج عامي 2006 و2008، وحقق نتيجة إجمالية بلغت 7 نقاط من أصل 14 مباراة. كما شارك في بطولة العالم للفرق عامي 2015 و2017. وخلال بطولة العالم للفرق عام 2017، حقق نتيجة تؤهله لنيل لقب أستاذ كبير.
كان ناديه في مصر هو نادي الشرقية دخان. فاز مع نادي الشرقية ببطولة الأندية العربية للشطرنج عام 2007 في الخرطوم، وعام 2015 في أكادير. كما فاز مع نادي الحوار ببطولة الأندية الإفريقية للشطرنج في القاهرة عام 2017، حيث حقق الفوز في جميع مبارياته السبع على الطاولة الخامسة، بأداء تصنيفي (Elo Performance) بلغ 2910، وهو أفضل أداء على الطاولة الخامسة بين جميع اللاعبين المشاركين في البطولة.
كمدرب شطرنج، قام علي فرحات بتدريب كريم وجيه، الذي فاز ببطولة أفريقيا للشباب عام 2007 في منطقة كاسونغو، مالاوي. في دولة الإمارات العربية المتحدة، عمل مدربًا في نادي دبي للشطرنج ونادي الفجيرة للشطرنج. كما شغل منصب قائد الفريق المصري للسيدات في أولمبياد الشطرنج 2016. يحمل علي فرحات لقب مدرب معتمد من الاتحاد الدولي للشطرنج (FIDE Instructor) منذ عام 2005، ومدرب FIDE منذ عام 2013.

## روابط خارجية
- علي فرحات على موقع الاتحاد الدولي للشطرنج (الإنجليزية)
- علي فرحات على موقع مباريات الشطرنج (الإنجليزية)
- علي فرحات على موقع 365Chess.com (الإنجليزية)
- علي فرحات على موقع Chesstempo.com (الإنجليزية)
- علي فرحات على موقع الاتحاد الأمريكي للشطرنج (الإنجليزية)
- علي فرحات سجل أولمبياد الشطرنج على موقع OlimpBase.org (الإنجليزية)